# Arthrolips scitulus
Arthrolips scitulus är en skalbaggsart som först beskrevs av Leconte 1852.  Arthrolips scitulus ingår i släktet Arthrolips och familjen punktbaggar. Inga underarter finns listade i Catalogue of Life.